# Kończanie
Kończanie (biał. Канчані; ros. Кончани) – wieś na Białorusi, w obwodzie mińskim, w rejonie miadzielskim, w sielsowiecie Słoboda.
Dawniej używana nazwa – Konczany.

## Historia
W czasach zaborów wieś w granicach Imperium Rosyjskiego.
W dwudziestoleciu międzywojennym wieś leżała w Polsce, w województwie wileńskim, w powiecie duniłowickim (od 1926 postawskim), w gminie Miadzioł a następnie w gminie Żośna.
Według Powszechnego Spisu Ludności z 1921 roku zamieszkiwało tu 181 osób, 8 było wyznania rzymskokatolickiego a 173 prawosławnego. Jednocześnie 7 mieszkańców zadeklarowało polską a 174 białoruską przynależność narodową. Było tu 39 budynków mieszkalnych. W 1931 w 39 domach zamieszkiwało 175 osób.
Wierni należeli do parafii rzymskokatolickiej w m. Wesołucha i prawosławnej w Żośnie. Miejscowość podlegała pod Sąd Grodzki w Miadziole i Okręgowy w Wilnie; właściwy urząd pocztowy mieścił się w Słobodzie.
Po agresji ZSRR na Polskę w 1939 roku wieś znalazła się w granicach BSRR. W latach 1941–1944 była pod okupacją niemiecką. Następnie leżała w BSRR. Od 1991 roku w Republice Białorusi.